# Triptofan 2'-dioksigenaza
Triptofan 2'-dioksigenaza (EC 1.13.99.3, indol-3-alkan alfa-hidroksilaza, alfa,beta-oksidaza bočnog lanca triptofana, oksidaza II bočnog lanca triptofana, oksidaza bočnog lanca triptofana, TSO, indolil-3-alkan alfa-hidroksilaza, oksidaza tipa I bočnog lanca triptofana, TSO I, TSO II) je enzim sa sistematskim imenom L-triptofan:kiseonik 2'-oksidoreduktaza (odvajanje bočnog lanca). Ovaj enzim katalizuje sledeću hemijsku reakciju
-triptofan + O2 {\displaystyle \rightleftharpoons } (indol-3-il)glikolaldehid + CO2 + 3
Ovaj enzim je hemoprotein. On deluje na brojne indol-3-alkanske derivate, oksidujući 3-bočni-lanac u 2'-poziciji. Najbolji supstrati su L-triptofan i 5-hidroksi-L-triptofan.

## Literatura
- Nicholas C. Price; Lewis Stevens (1999). Fundamentals of Enzymology: The Cell and Molecular Biology of Catalytic Proteins (Third изд.). USA: Oxford University Press. ISBN 019850229X.
- Eric J. Toone (2006). Advances in Enzymology and Related Areas of Molecular Biology, Protein Evolution (Volume 75 изд.). Wiley-Interscience. ISBN 0471205036.
- Branden C; Tooze J. Introduction to Protein Structure. New York, NY: Garland Publishing. ISBN 0-8153-2305-0.
- Irwin H. Segel. Enzyme Kinetics: Behavior and Analysis of Rapid Equilibrium and Steady-State Enzyme Systems (Book 44 изд.). Wiley Classics Library. ISBN 0471303097.

## Spoljašnje veze
- Tryptophan+2'-dioxygenase на 